# Obenson Blanc
Obenson Blanc (ur. 17 maja 1985) – amerykański zapaśnik w stylu wolnym. Dziewiąty w mistrzostwach świata w 2010. Srebrny medalista mistrzostw panamerykańskich z 2009 i 2010. Drugi na igrzyskach panamerykańskich w 2011. Piąty w Pucharze Świata w 2013 roku.
Zawodnik Lely High School z Naples i Lock Haven University. All-American w NCAA Division I w 2007 roku, gdzie zajął szóste miejsce.